# Narcis Răducan
Narcis Răducan (n. 23 septembrie 1974, Focșani) este un fost jucător de fotbal român care a evoluat la cluburile FCM Bacău, FC Steaua București, FC Național București, FC Rapid București, FC Ceahlăul Piatra Neamț, dar și în campionatul din Cipru.
Din iunie 2008 până în august 2010 a ocupat postul de director sportiv la FC Unirea Urziceni. În 3 octombrie 2010 a preluat poziția de director sportiv la FC Steaua București,. În iunie 2012 cea de președinte al clubului Oțelul Galați. După o perioadă scurtă de 2 luni ,august-septembrie 2014 Manager General la F.C. Viitorul Voluntari, la 17 august 2014 devine Manager General la F.C. Concordia Chiajna.
Din octombrie 2014 până în ianuarie 2015 a deținut funcția de președinte la Astra Giurgiu.
În ianuarie 2015 a fost numit în funcția de președinte al clubului ASA Târgu Mureș.